# Álvaro Ninco
Álvaro Moisés Ninco Daza (Fundación, 30 de marzo de 1994) es un activista, diplomático y político colombiano. Ejerció como embajador Extraordinario y Plenipotenciario de la República de Colombia ante los Estados Unidos Mexicanos. Fue destituido debido a irregularidades en su proceso de elección como embajador, ya que se presentaron certificados de Modelos de Naciones Unidas como prueba de su experiencia. No contaba con experiencia previa, estudios formales ni carrera diplomática.

## Biografía
Fue miembro fundador del grupo de debate académico Píldora para la Memoria en esta institución. Posteriormente, también cursó estudios de Ciencia Política y Gobierno en la Universidad Jorge Tadeo Lozano de la cual se retiró posteriormente.
Desde su periodo de vida estudiantil también participó en diversos movimientos sociales e iniciativas ciudadanas como el Movimiento Progresistas y sus Juventudes (2011), Los Emputados (2013), Amigos del Hospital San Juan de Dios (2014), La Vía Propia (2013), Contra la Rosca (2015). En Estados Unidos colaboró en la campaña presidencial demócrata de Bernie Sanders (2016) en Nueva York y Nueva Jersey, en la nominación como candidato al Senado de Alex Law (Partido Demócrata, South Jersey). De vuelta en Colombia fue coordinador local en el comité impulsor de la revocatoria a Enrique Peñalosa, Revoquemos A Peñalosa (2017), inscriptor del Grupo Significativo de Ciudadanos Colombia Humana y la Candidatura Presidencial de Gustavo Petro y Vicepresidencial de Ángela María Robledo (2017). Participó en la campaña al Senado de Gustavo Bolívar por la lista DECENTES (2018), posteriormente miembro de la unidad de trabajo legislativo del Senador, desde la cual se construyó la Reforma Política y Electoral de la bancada DECENTES que investigó el fraude electoral en Colombia. 
Fue impulsor de las juventudes de la campaña presidencial de Gustavo Petro, Jóvenes Con Petro, y de las juventudes del Movimiento Colombia Humana, Juventud Humana. Junto a líderes sociales de todo el país impulsó la movilización nacional por la renuncia del fiscal Néstor Humberto Martínez del 11 de enero de 2019. En las pasadas elecciones (2019) se desempeñó como responsable nacional del Comité Nacional Antifraude, encargado de la vigilancia electoral del partido Colombia Humana Unión Patriótica. Fue firmante junto a Gustavo Petro de la tutela a través de la cual se consiguió la personería jurídica del partido. 
También ha sido colaborador de medios digitales como Cuarto de Hora, entre otros.
Es fundador y miembro del partido político Colombia Humana, y ha colaborado en las Unidades de Trabajo Legislativo de los Senadores Gustavo Bolívar Moreno y Antonio Navarro Wolff, desempeñándose como investigador, enlace político y realizador audiovisual.
Su nombramiento fue otorgado por mayoría de votos de la Comisión Evaluadora de los Méritos y firmada por el ministro de Relaciones Exteriores, Álvaro Leyva Durán el 10 de febrero de 2023, pero fue revocado por la ley colombiana, porque “la administración desconoció el término de publicación de las hojas de vida de los aspirantes a ocupar un cargo de libre nombramiento y remoción”, además por no contar con la experiencia, estudios no méritos para el cargo, pues su única experiencia relacionada es un modelo universitario de la ONU.
Ninco Daza presentó sus cartas credenciales al presidente de México, Andrés Manuel López Obrador el 25 de mayo de 2023. Desde entonces ha tenido reuniones para conocer varios aspectos de los modelos de justicia cívica existentes en México.